# Осеола (округ, Мичиган)
Осео́ла (англ. Osceola County) — округ в штате Мичиган, США. Официально образован 1 апреля 1840 года. По состоянию на 2010 год, численность населения составляла 23 528 человек.

## География
По данным Бюро переписи США, общая площадь округа равняется 1 484,071 км2, из которых 1 465,941 км2 суша и 17,353 км2 или 1,200 % это водоёмы.

## Население
По данным переписи населения 2000 года в округе проживает 23 197 жителей в составе 8 861 домашних хозяйств и 6 415 семей. Плотность населения составляет 16,00 человек на км2. На территории округа насчитывается 12 853 жилых строений, при плотности застройки около 9,00-ти строений на км2. Расовый состав населения: белые — 97,51 %, афроамериканцы — 0,35 %, коренные американцы (индейцы) — 0,50 %, азиаты — 0,22 %, гавайцы — 0,02 %, представители других рас — 0,20 %, представители двух или более рас — 1,21 %. Испаноязычные составляли 0,99 % населения независимо от расы.
В составе 32,90 % из общего числа домашних хозяйств проживают дети в возрасте до 18 лет, 58,10 % домашних хозяйств представляют собой супружеские пары проживающие вместе, 9,70 % домашних хозяйств представляют собой одиноких женщин без супруга, 27,60 % домашних хозяйств не имеют отношения к семьям, 22,60 % домашних хозяйств состоят из одного человека, 9,80 % домашних хозяйств состоят из престарелых (65 лет и старше), проживающих в одиночестве. Средний размер домашнего хозяйства составляет 2,58 человека, и средний размер семьи 3,01 человека.
Возрастной состав округа: 27,10 % моложе 18 лет, 8,00 % от 18 до 24, 26,50 % от 25 до 44, 24,20 % от 45 до 64 и 24,20 % от 65 и старше. Средний возраст жителя округа 38 лет. На каждые 100 женщин приходится 97,70 мужчин. На каждые 100 женщин старше 18 лет приходится 94,70 мужчин.
Средний доход на домохозяйство в округе составлял 34 102 USD, на семью — 39 205 USD. Среднестатистический заработок мужчины был 29 837 USD против 22 278 USD для женщины. Доход на душу населения составлял 15 632 USD. Около 9,50 % семей и 12,70 % общего населения находились ниже черты бедности, в том числе — 15,90 % молодежи (тех, кому ещё не исполнилось 18 лет) и 10,30 % тех, кому было уже больше 65 лет.